# Agrotis laysanensis
Az Agrotis laysanensis a rovarok rendjébe és a bagolylepkefélék családjába tartozó kihalt faj.

## Elterjedése
Kizárólag a Hawaii-szigetekhez tartozó Laysan szigetén élt. Feltehetően a sziget vegetációjának elvesztése okozta kihalását. Fő ellensége a Laysan-szigeti molnár nádiposzáta volt.